# Пічкур-білопер Антипи
Пічкур-білопер Антипи (Romanogobio antipai) — вид риб родини пічкурові (Gobionidae). Востаннє реєструвався у 1960-х роках, наразі вважається вимерлим у природі. Ареал охоплював пониззя Дунаю в Румунії та Україні. Сягав до 7,3 см завдовжки.